# 가와지역
가와지역(일본어: 川路駅)은 일본 나가노현 이다시에 위치한 도카이 여객철도 이다선의 철도역이다. 단선 승강장 1면 1선의 구조를 갖춘 지상역이다.

## 이용 현황
| 승차 인원 추이 | 승차 인원 추이 |
| 연도           | 1일 평균       |
| -------------- | -------------- |
| 2003           | 36             |
| 2004           | 40             |
| 2005           | 31             |
| 2006           | 35             |
| 2007           | 30             |
| 2008           | 49             |
| 2009           | 59             |
| 2010           | 66             |
| 2011           | 58             |

## 역 주변
- 덴류강
- 국도 제151호선

## 역사
- 1927년 12월 26일 : 이나 전기 철도의 덴류쿄 - 다시나 간의 연신 시에 이나카와지역으로서 개업. 일반역.
- 1943년 8월 1일 : 이나 전기 철도선이 이다선의 일부로서 국유화되어, 일본국유철도의 역이 된다. 가와지 역(초대)이 미카와토고역에 개칭되었던 것에 수반해, 가와지역으로 개칭.
- 1961년 6월 : 사부로쿠 재해 대수해가 발생. 역사의 지붕까지 수몰되는 등의 피해를 받았다. 후에 이다시가 이 지역을 재해 위험 구역으로 지정되었기 때문에, 인근의 주민은 고지대나 타지역으로 이주하는 일 등으로 인해, 역 주변은 유령 도시화된다.
- 1971년 12월 1일 : 화물 · 하물의 취급을 폐지. 동시에 무인화.
- 1983년 9월 : 고하츠 재해 발생. 다시 대수해의 피해를 받는다.
- 1987년 4월 1일 : 일본국유철도 분할 민영화에 의해, 도카이 여객철도가 승계.
- 2001년
  - 4월 1일 : 수해 대책의 치수 공사(호안 · 성토 정비)에 수반해, 선로 증설, 역을 동쪽으로 이전.
  - 5월 21일 : 구 역사 해체.

## 인접 역
| 도카이 여객철도 이다선 | 도카이 여객철도 이다선 | 도카이 여객철도 이다선 |
| ---------------------- | ---------------------- | ---------------------- |
| 덴류쿄 도요하시 방면   | ■ 이다선               | 도키마타 다쓰노 방면   |